# Mycale acerata
Mycale acerata är en svampdjursart som beskrevs av James Barrie Kirkpatrick 1907. Mycale acerata ingår i släktet Mycale och familjen Mycalidae. Inga underarter finns listade i Catalogue of Life.